# Curtiss XP-71
Le Curtiss XP-71 est un projet d'avion de chasse américain développé par la Curtiss-Wright Corporation et lancé en 1941. L'avion est un chasseur très lourd destiné à servir d'intercepteur et de chasseur d'escorte à très grand rayon d'action. Bien que la phase de conception soit très avancée, aucun prototype n'est construit et le projet est annulé en 1943.